# Пунта-делла-Догана
Пунта-делла-Догана (итал. Punta della Dogana — «Остриё Таможни») — район Венеции, «острый выступ» (punta), «треугольник» мыса, завершающего восточную оконечность острова в сестиере (районе) Дорсодуро при входе в Гранд-канал из Венецианской лагуны. Другие названия — «Остриё церкви Салюте» (Punta della Salute), по наименованию церкви Санта-Мария-делла-Салюте, и «Морской мыс» (Punta da Màr).

## Общая характеристика
В этом месте находятся три важных архитектурных комплекса: базилика Санта-Мария-делла-Салюте, здание патриархальной семинарии Венеции и комплекс «Догана-да-Мар», в который входит здание бывшей Морской таможни: ныне там располагается музей современного искусства и станция измерений уровня приливов и отливов в Венецианской лагуне, от которой и произошел специфический термин «Нулевой мареографический пункт Салюте» (Zero Mareografico Punta Salute; ZMPS). На самом «острие» через звукоусилители посетителям демонстрируют «не стихающий шум моря».

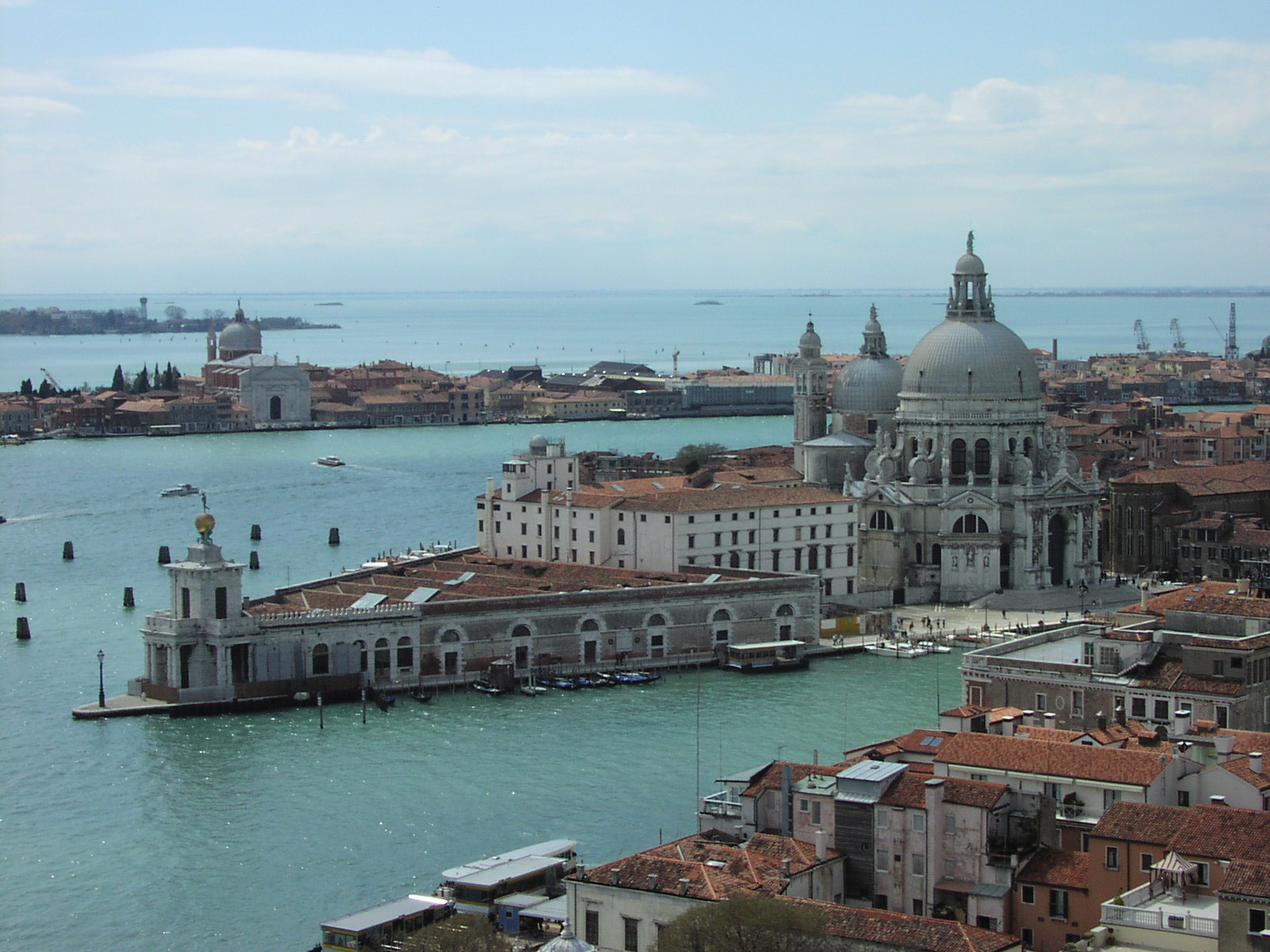
«Треугольник» Пунта-делла-Догана

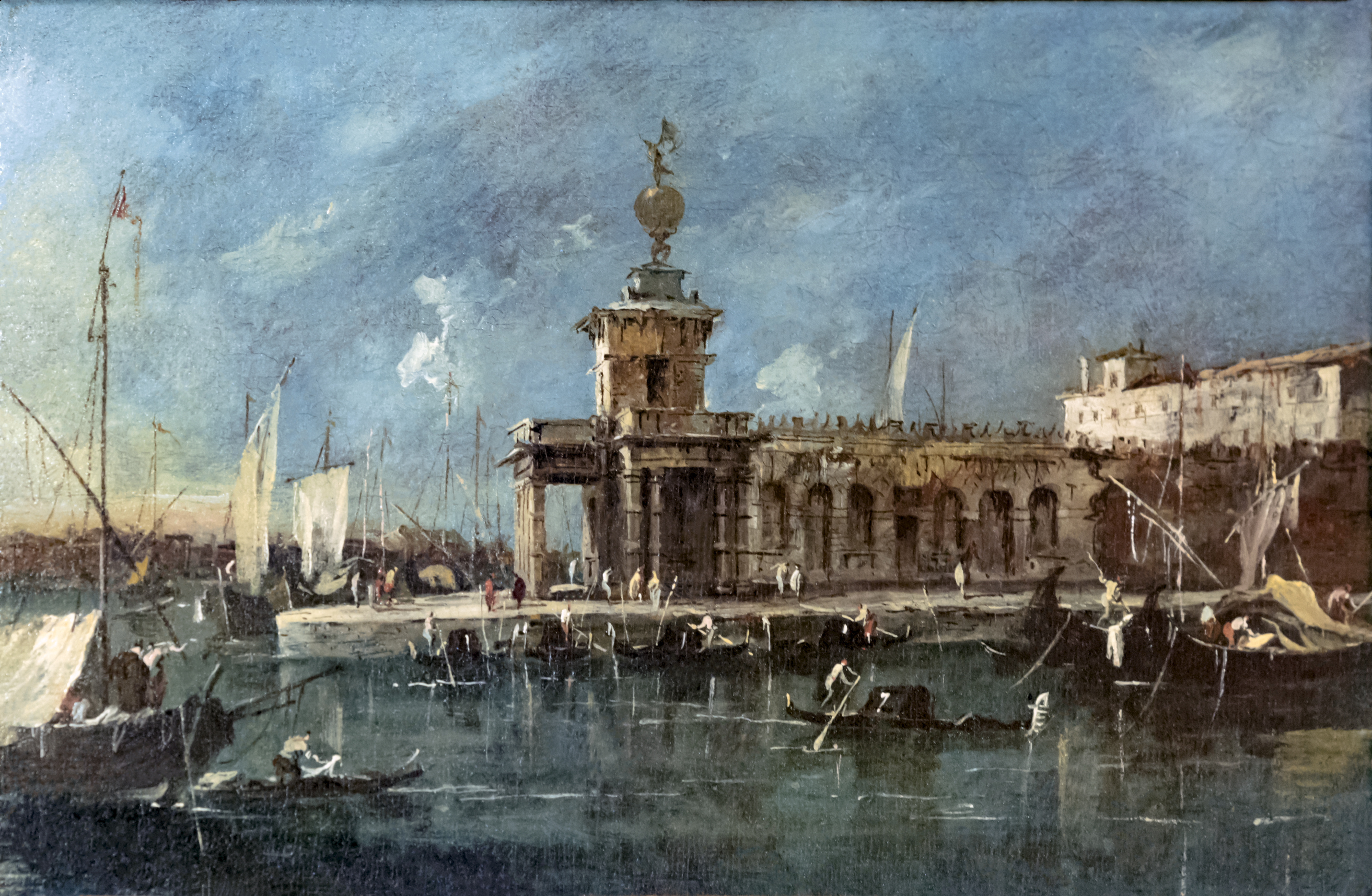
Ф. Гварди. Вид на Пунта-делла-Догану. Ок. 1765 г. Холст, масло. Фонд Бемберг, Тулуза

## История и архитектура
В начале XV века на этой территории располагались ремонтные судовые доки и таможенные посты. Временные сооружения, построенные для хранения товаров, и таможня были заменены новым зданием, строительство которого началось в 1677 году по проекту архитектора и инженера Джузеппе Бенони. Здание имеет треугольный план, состоящий из восьми отсеков, расположенных на двух этажах. Свои проекты представили многие архитекторы, в том числе Бальдассаре Лонгена, строитель церкви «делла Салюте», Андреа Коминелли и Джузеппе Суарди. Лучшим был признан проект Бенони. Здание построено в рустичном стиле, с венчающими зубцами, напоминающим средневековую крепость (символ твердыни города) и увенчано квадратной в плане башней, несущий «Золотой шар» (La Palla d’Oro), поддерживаемый фигурами атлантов, на шаре балансирует фигура Фортуны (покровителей моряков), выполняющая функцию флюгера. Работа скульптора Бернардо Фалькони.

## Реставрация здания и художественный музей «Догана-да-Мар» (Морская таможня)
Догана-да-Мар пустовал десятилетиями с неудачными планами превратить его в отель. Последняя реконструкция здания была сделана Альвизе Пигацци в 1838 году. Новая реставрация производилась под руководством японского архитектора-минималиста Тадао Андо при содействии группы итальянских архитекторов по заказу французского предпринимателя, мецената и коллекционера авангардного искусства Франсуа Пино. Основную часть своей коллекции Пино выставил в венецианском дворце Палаццо Грасси, который также был переделан в музей архитектором Тадао Андо и открылся в 2006 году. Работы в Пунта-делла-Догана длились с января 2008 по март 2009 года. Новый владелец подписал соглашение с городом на тридцать три года.
В здании произведено статическое укрепление и, в том числе, выполнены необходимые работы по защите от паводков и для удобства использования людьми с ограниченной подвижностью; были установлены соответствующие механические и электрические системы для сохранения и защиты выставленных произведений искусства. Интерьер здания был восстановлен без изменений. Сохранённая кирпичная кладка показывает как выглядели складские и таможенные помещения XVII века. Андо убрал все внутренние перегородки и более поздние пристройки и заменил их структурой из грубого бетона: залы расположены на двух этажах с широким использованием естественного света и сгруппированы вокруг центрального двухсветного пространства. Были тщательно отреставрированы и облицованы мрамором фасады комплекса, полностью заменены двадцать ворот, выходящие к воде. Балочные перекрытия и деревянные стропила были заменены новыми, стилизованными под старинные (в отдельных случаях их части были заменены на матовое стекло. Стоимость реставрации составила € 20 000 000.

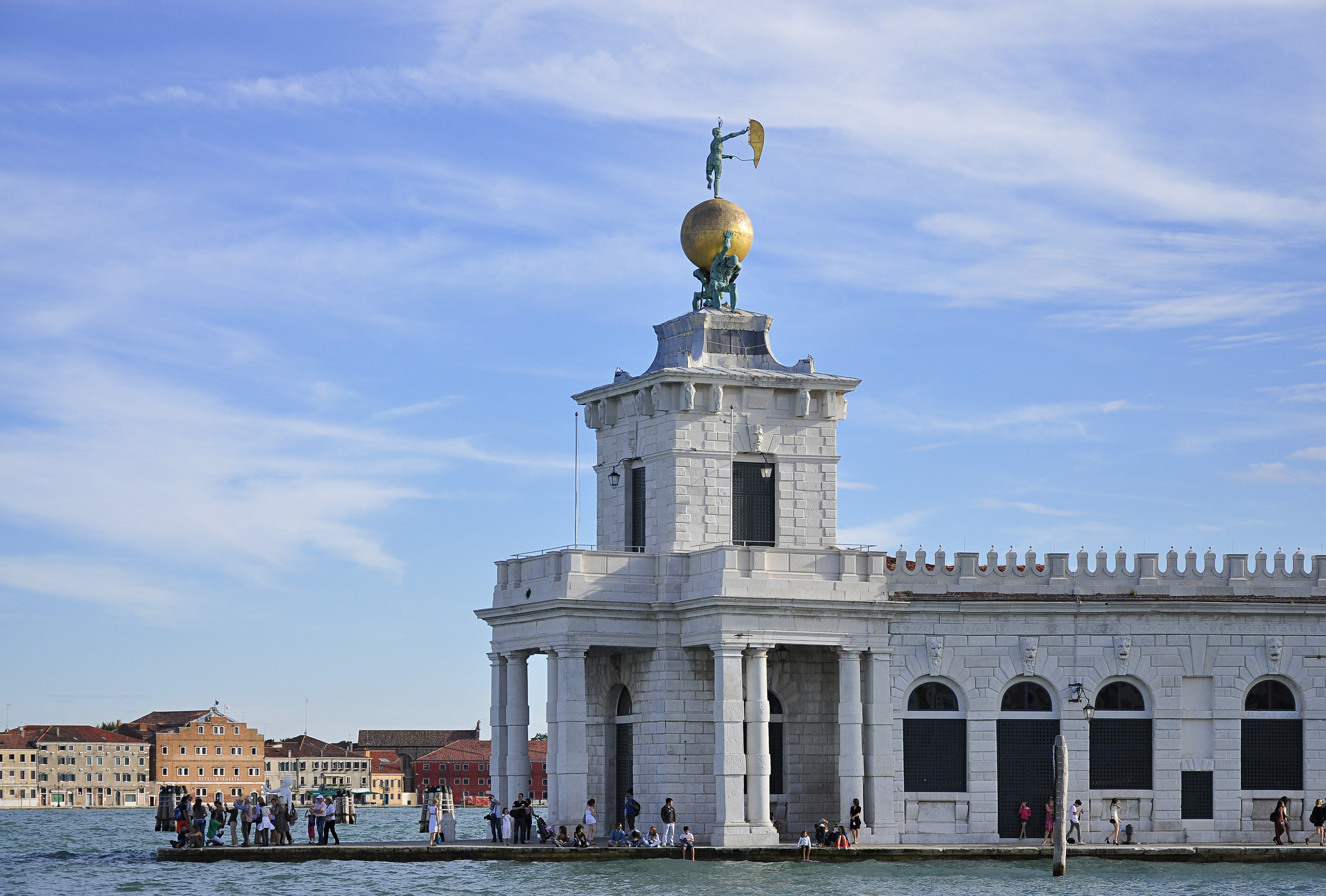
Здание Таможни. Архитектор Дж. Бенони. 1677—1678
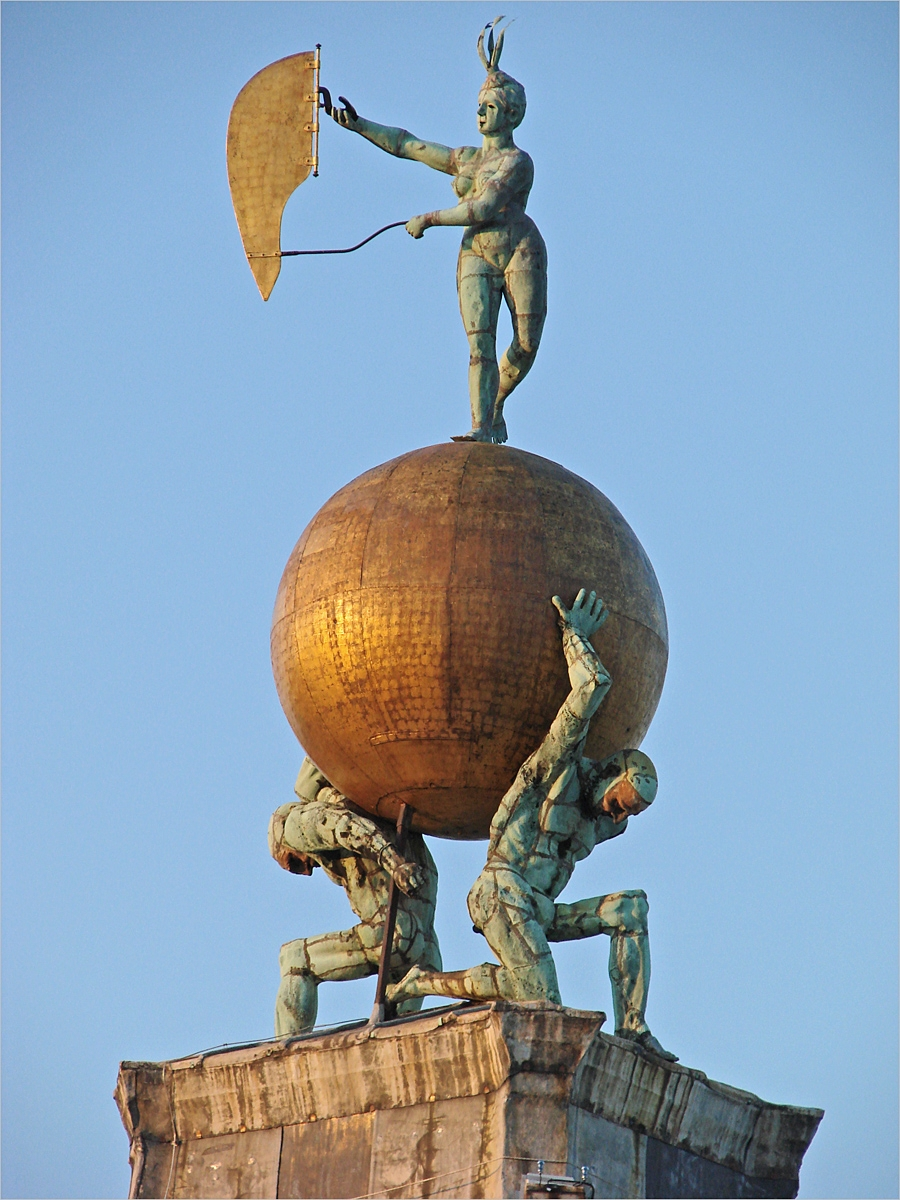
Палла д’Оро (Золочёный шар) с фигурами атлантов и Флюгера Фортуны. Скульптор Б. Фалькони
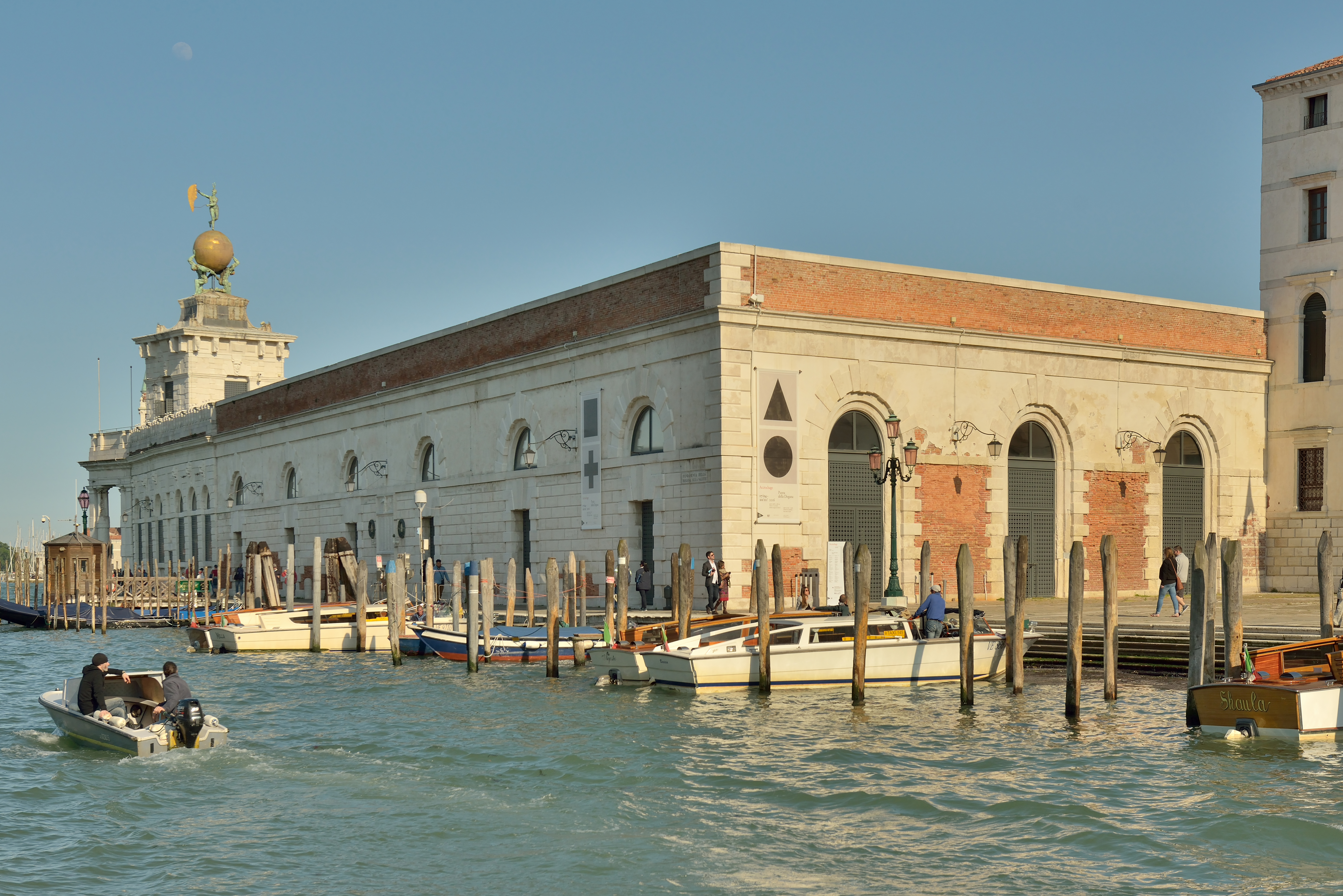
Здание Морской таможни. Вид с Канала-гранде
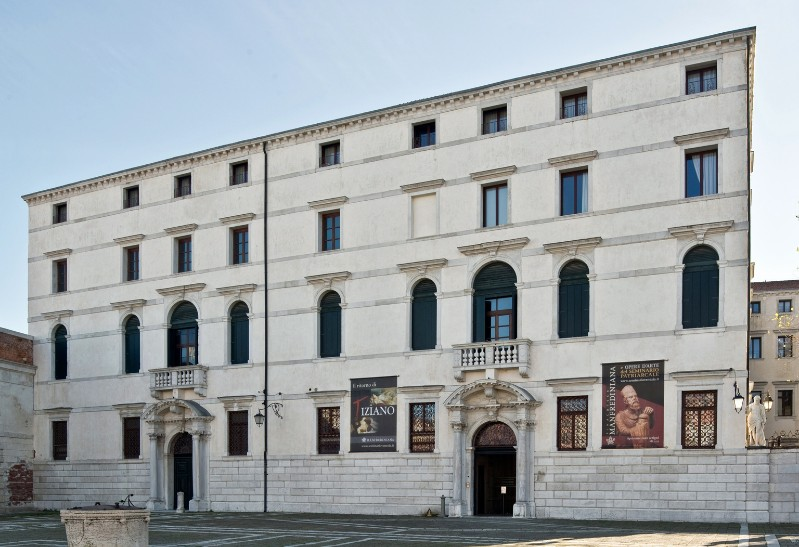
Здание Патриаршей семинарии
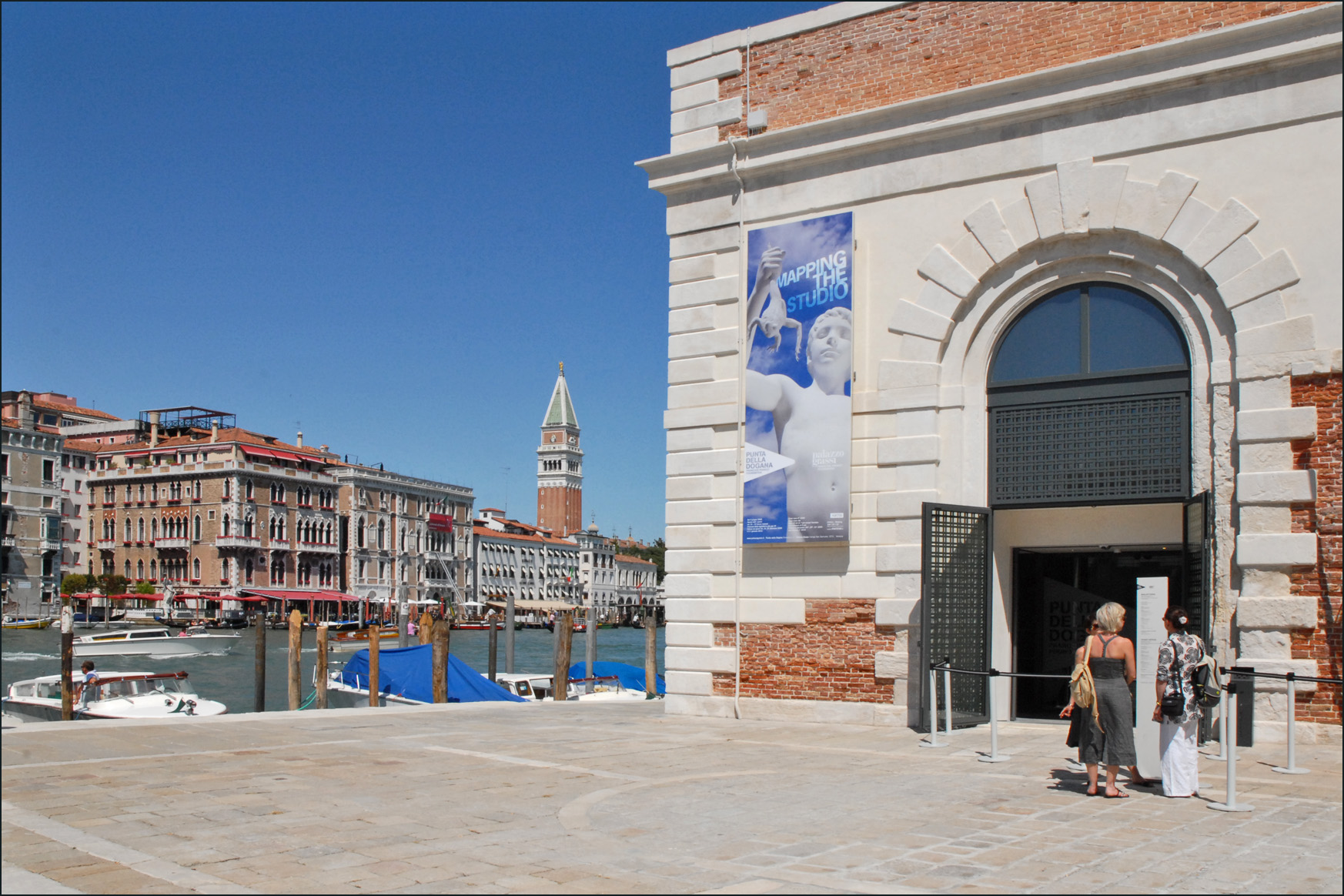
Вход в музей
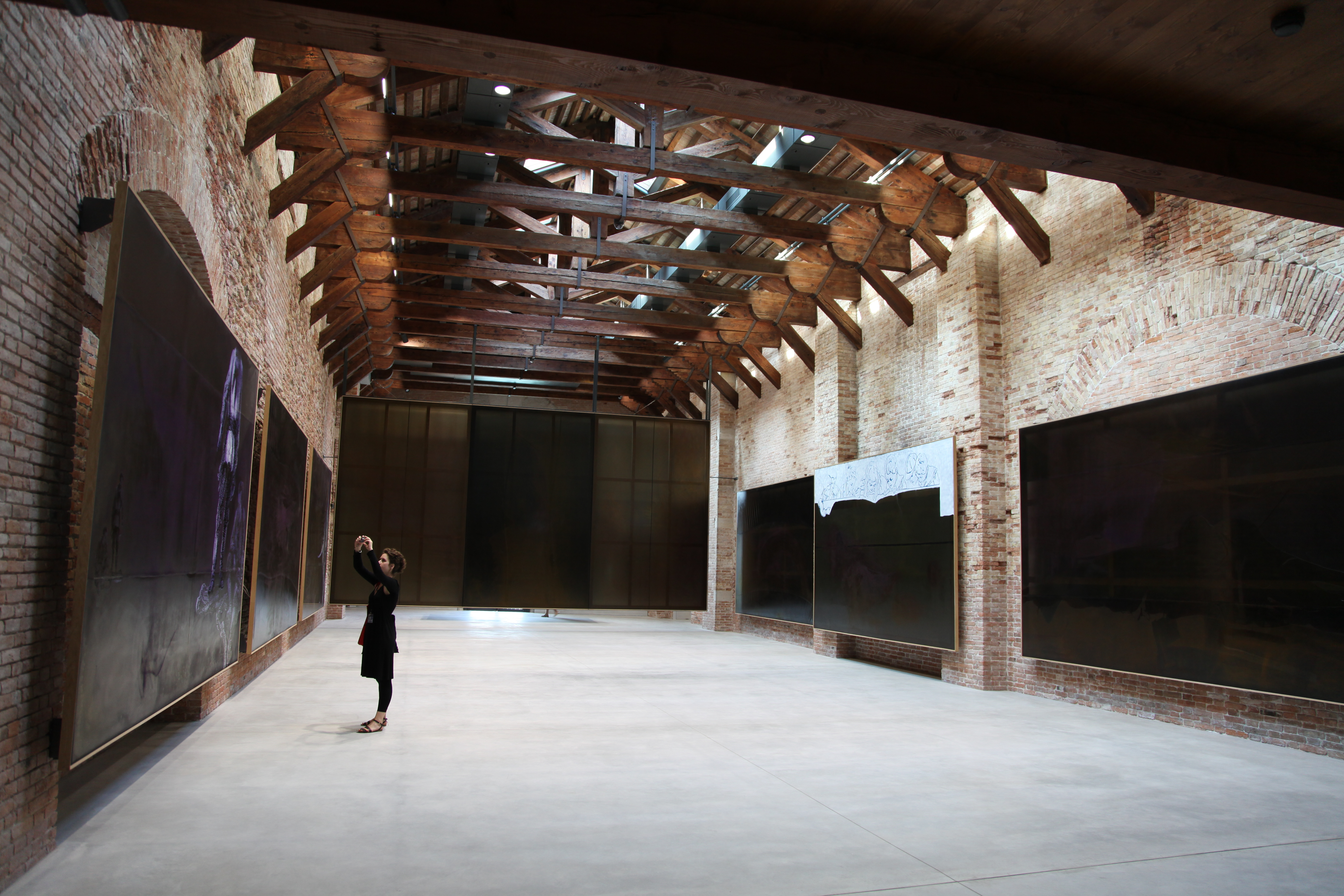
Интерьер после реставрации
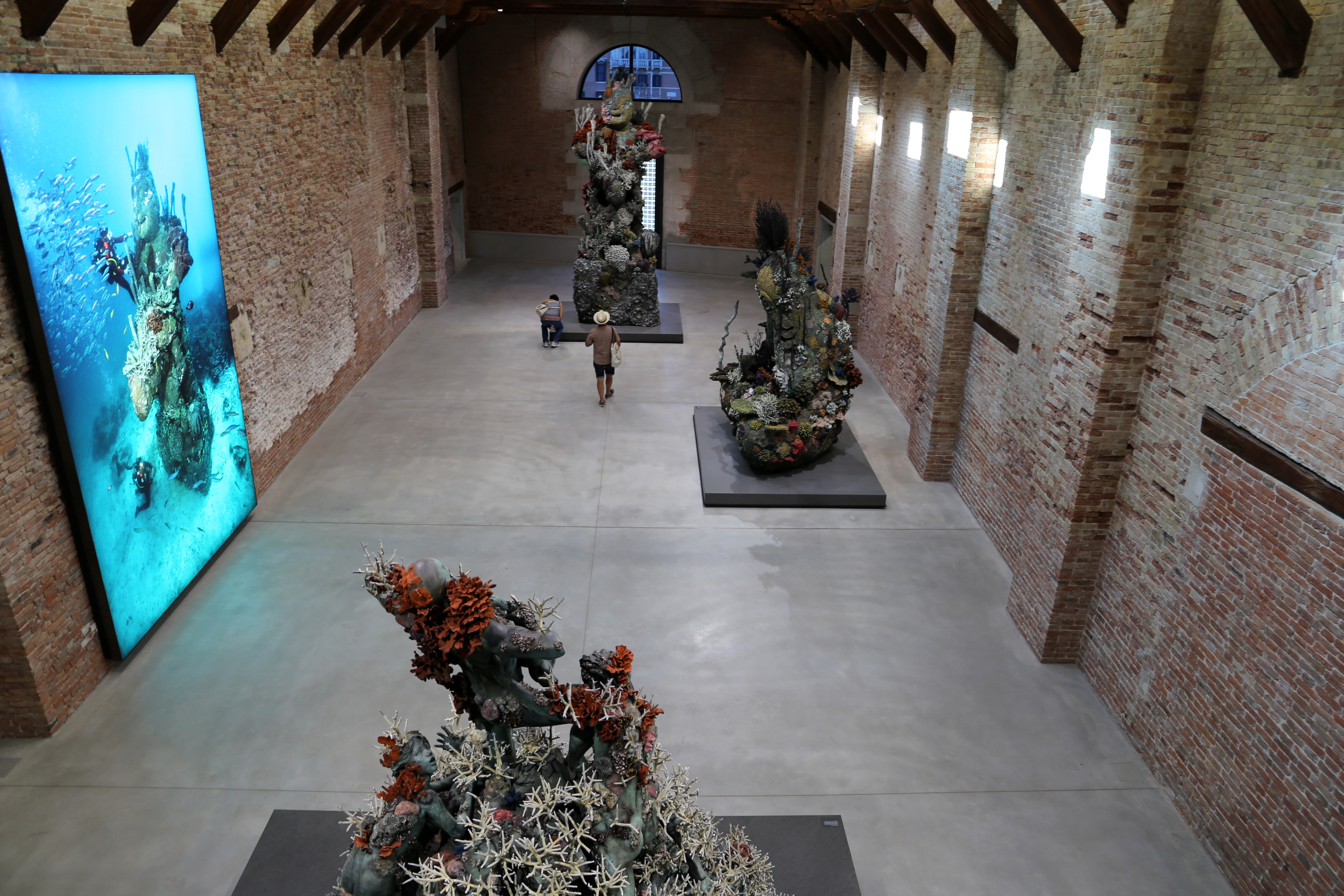
Часть экспозиции музея